# Mário Calixto Filho
Mário Calixto Filho (* 9. August 1946 in Arcos, Bundesstaat Minas Gerais, Brasilien; † 17. Juni 2020 in Porto Velho, Bundesstaat Rondônia, Brasilien) war ein brasilianischer Politiker, Senator sowie Medienunternehmer.

## Leben und Wirken
In den 1970er Jahren wanderten er und seine Brüder in den Bundesstaat Rondônia aus, wo er zunächst einen Laden für elektrische Haushaltsgeräte betrieb. 1975 begann seine Karriere als Medienunternehmer, er kaufte eine regionale Radioanstalt. 1980 erfolgte der Kauf der Zeitung O Estadão do Norte, die jahrzehntelang die bedeutendste Zeitung im Norden Brasiliens war. 
Für den Bundesstaat Rondônia war er Senator von 2004 bis 2007. 
2015 flüchtete er vor der Justiz, wurde aber festgenommen und zu zwölf Jahren Haft verurteilt. Er wurde der Fälschung von Dokumenten und Unterschlagung beschuldigt sowie der Gründung von Scheinfirmen, die er teilweise über seinen Zeitungsverlag abwickelte. 
Am 17. Juni 2020 starb er im Alter von 73 Jahren an den Folgen einer COVID-19-Erkrankung in Porto Velho. Er hatte sich im Gefängnis angesteckt. 